# ميدوري (غونما)
مدينة ميدوري (بالإنجليزية: Midori)‏ هي أحد المدن التابعة لمحافظة غونما. تأسست رسميًا في 27/03/2006. ويقدر عدد سكانها بـ 51964 نسمة حسب تقدير مكتب الإحصاء الياباني لعام 2012. تبلغ مساحة ميدوري 208.23 كم2. بكثافة سكانية تبلغ 250 نسمة/كم2.

## أعلام
- يوي أوغورا
- أيومي أويا